# Koszykówka na Igrzyskach Południowego Pacyfiku 2003
Koszykówka na Igrzyskach Południowego Pacyfiku 2003 odbyła się w formie dwóch turniejów – męskiego i żeńskiego.

## Podsumowanie

### Klasyfikacja medalowa
| Klasyfikacja medalowa | Klasyfikacja medalowa | Klasyfikacja medalowa | Klasyfikacja medalowa | Klasyfikacja medalowa | Klasyfikacja medalowa |
| Miejsce               | Reprezentacja         | Złoto                 | Srebro                | Brąz                  | Razem                 |
| --------------------- | --------------------- | --------------------- | --------------------- | --------------------- | --------------------- |
| 1                     | Nowa Kaledonia        | 1                     | 0                     | 1                     | 2                     |
| 1                     | Samoa                 | 1                     | 0                     | 1                     | 2                     |
| 3                     | Fidżi                 | 0                     | 1                     | 0                     | 1                     |
| 3                     | Guam                  | 0                     | 1                     | 0                     | 1                     |
| Razem                 | Razem                 | 2                     | 2                     | 2                     | 6                     |

### Medaliści
| Konkurencja | 1. miejsce     | 2. miejsce | 3. miejsce     |
| ----------- | -------------- | ---------- | -------------- |
| Mężczyźni   | Nowa Kaledonia | Guam       | Samoa          |
| Kobiety     | Samoa          | Fidżi      | Nowa Kaledonia |

## Mężczyźni
Opracowane na podstawie materiału źródłowego.

### Faza grupowa
Grupa A
| Poz. | Drużyna           | Mecze | Mecze | Mecze | Mecze | Punkty | Punkty | Punkty | Pkt | Status              |
| Poz. | Drużyna           | M     | W     | R     | P     | +      | -      | %      | Pkt | Status              |
| ---- | ----------------- | ----- | ----- | ----- | ----- | ------ | ------ | ------ | --- | ------------------- |
| 1.   | Fidżi             | 3     | 2     | 0     | 1     | 352    | 166    | 212,05 | 8   | Mecze o miejsca 1–4 |
| 2.   | Guam              | 3     | 2     | 0     | 1     | 273    | 183    | 149,18 | 8   | Mecze o miejsca 1–4 |
| 3.   | Papua-Nowa Gwinea | 3     | 2     | 0     | 1     | 223    | 287    | 77,7   | 8   | Mecz o miejsca 5–6  |
| 4.   | Kiribati          | 3     | 0     | 0     | 3     | 138    | 350    | 39,43  | 0   | Mecz o miejsca 7–8  |

| 07 lipca 2003 15:00 | Guam              | 99 - 67  | Papua-Nowa Gwinea |  |
| 07 lipca 2003 19:00 | Fidżi             | 143 - 43 | Kiribati          |  |
| 08 lipca 2003 19:00 | Guam              | 62 - 74  | Fidżi             |  |
| 09 lipca 2003 17:00 | Papua-Nowa Gwinea | 95 - 53  | Kiribati          |  |
| 10 lipca 2003 17:00 | Kiribati          | 42 - 112 | Guam              |  |
| 10 lipca 2003 19:00 | Fidżi             | 135 - 61 | Papua-Nowa Gwinea |  |

Grupa B
| Poz. | Drużyna             | Mecze | Mecze | Mecze | Mecze | Punkty | Punkty | Punkty | Pkt | Status              |
| Poz. | Drużyna             | M     | W     | R     | P     | +      | -      | %      | Pkt | Status              |
| ---- | ------------------- | ----- | ----- | ----- | ----- | ------ | ------ | ------ | --- | ------------------- |
| 1.   | Samoa               | 3     | 2     | 0     | 1     | 227    | 174    | 130,46 | 8   | Mecze o miejsca 1–4 |
| 2.   | Nowa Kaledonia      | 3     | 2     | 0     | 1     | 241    | 197    | 122,34 | 8   | Mecze o miejsca 1–4 |
| 3.   | Polinezja Francuska | 3     | 2     | 0     | 1     | 205    | 210    | 97,62  | 8   | Mecz o miejsca 5–6  |
| 4.   | Vanuatu             | 3     | 0     | 0     | 3     | 161    | 253    | 63,64  | 0   | Mecz o miejsca 7–8  |

| 05 lipca 2003 10:00 | Samoa               | 75 - 51 | Nowa Kaledonia      |  |
| 07 lipca 2003 17:00 | Vanuatu             | 56 - 65 | Polinezja Francuska |  |
| 08 lipca 2003 17:00 | Nowa Kaledonia      | 93 - 41 | Vanuatu             |  |
| 09 lipca 2003 19:00 | Samoa               | 57 - 59 | Polinezja Francuska |  |
| 10 lipca 2003 15:00 | Polinezja Francuska | 81 - 97 | Nowa Kaledonia      |  |
| 10 lipca 2003 15:00 | Vanuatu             | 64 - 95 | Samoa               |  |

### Faza pucharowa
| Półfinały         | 11 lipca 2003 17:00 | Samoa             | 85 - 91 | Guam                |  |
| Półfinały         | 11 lipca 2003 19:00 | Fidżi             | 69 - 89 | Nowa Kaledonia      |  |
| Mecz o 7. miejsce | 11 lipca 2003 13:00 | Kiribati          | 65 - 96 | Vanuatu             |  |
| Mecz o 5. miejsce | 11 lipca 2003 19:00 | Papua-Nowa Gwinea | 70 - 72 | Polinezja Francuska |  |
| Mecz o 3. miejsce | 12 lipca 2003 10:00 | Samoa             | 76 - 73 | Fidżi               |  |
| Mecz o 1. miejsce | 12 lipca 2003 14:00 | Guam              | 63 - 71 | Nowa Kaledonia      |  |

### Klasyfikacja końcowa
| Miejsce | Reprezentacja       |
| ------- | ------------------- |
| złoto   | Nowa Kaledonia      |
| srebro  | Guam                |
| brąz    | Samoa               |
| 4       | Fidżi               |
| 5       | Polinezja Francuska |
| 6       | Papua-Nowa Gwinea   |
| 7       | Vanuatu             |
| 8       | Kiribati            |

## Kobiety
Opracowane na podstawie materiału źródłowego.

### Faza grupowa
| Poz. | Drużyna             | Mecze | Mecze | Mecze | Mecze | Punkty | Punkty | Punkty | Pkt | Status             |
| Poz. | Drużyna             | M     | W     | R     | P     | +      | -      | +/-    | Pkt | Status             |
| ---- | ------------------- | ----- | ----- | ----- | ----- | ------ | ------ | ------ | --- | ------------------ |
| 1.   | Fidżi               | 6     | 6     | 0     | 0     | 536    | 319    | 168,03 | 24  | Mecz o miejsca 1–2 |
| 2.   | Samoa               | 6     | 5     | 0     | 1     | 410    | 324    | 126,54 | 20  | Mecz o miejsca 1–2 |
| 3.   | Polinezja Francuska | 6     | 4     | 0     | 2     | 345    | 303    | 113,86 | 16  | Mecz o miejsca 3–4 |
| 4.   | Nowa Kaledonia      | 6     | 3     | 0     | 3     | 383    | 338    | 113,31 | 12  | Mecz o miejsca 3–4 |
| 5.   | Papua-Nowa Gwinea   | 6     | 2     | 0     | 4     | 396    | 390    | 101,54 | 8   |                    |
| 6.   | Guam                | 6     | 1     | 0     | 5     | 260    | 464    | 56,03  | 4   |                    |
| 7.   | Palau               | 6     | 0     | 0     | 6     | 290    | 482    | 60,17  | 0   |                    |

| 05 lipca 2003 08:00 | Nowa Kaledonia      | 84 - 42  | Palau               |  |
| 06 lipca 2003 19:00 | Palau               | 66 - 69  | Guam                |  |
| 07 lipca 2003 15:00 | Papua-Nowa Gwinea   | 86 - 54  | Palau               |  |
| 07 lipca 2003 17:00 | Guam                | 48 - 99  | Fidżi               |  |
| 07 lipca 2003 19:00 | Samoa               | 54 - 51  | Polinezja Francuska |  |
| 08 lipca 2003 09:00 | Papua-Nowa Gwinea   | 53 - 57  | Nowa Kaledonia      |  |
| 08 lipca 2003 09:00 | Polinezja Francuska | 48 - 24  | Guam                |  |
| 08 lipca 2003 11:00 | Palau               | 56 - 71  | Samoa               |  |
| 08 lipca 2003 17:00 | Papua-Nowa Gwinea   | 55 - 66  | Samoa               |  |
| 08 lipca 2003 19:00 | Fidżi               | 105 - 38 | Palau               |  |
| 09 lipca 2003 15:00 | Nowa Kaledonia      | 68 - 72  | Polinezja Francuska |  |
| 09 lipca 2003 17:00 | Guam                | 56 - 87  | Papua-Nowa Gwinea   |  |
| 09 lipca 2003 19:00 | Samoa               | 68 - 83  | Fidżi               |  |
| 10 lipca 2003 09:00 | Guam                | 31 - 75  | Nowa Kaledonia      |  |
| 10 lipca 2003 09:00 | Palau               | 34 - 67  | Polinezja Francuska |  |
| 10 lipca 2003 11:00 | Fidżi               | 95 - 68  | Papua-Nowa Gwinea   |  |
| 10 lipca 2003 17:00 | Nowa Kaledonia      | 47 - 62  | Samoa               |  |
| 10 lipca 2003 19:00 | Polinezja Francuska | 45 - 76  | Fidżi               |  |
| 11 lipca 2003 15:00 | Fidżi               | 78 - 52  | Nowa Kaledonia      |  |
| 11 lipca 2003 15:00 | Samoa               | 89 - 32  | Guam                |  |
| 11 lipca 2003 17:00 | Papua-Nowa Gwinea   | 47 - 62  | Polinezja Francuska |  |

### Faza pucharowa
| Mecz o 3. miejsce | 12 lipca 2003 08:00 | Polinezja Francuska | 52 - 68 | Nowa Kaledonia |  |
| Mecz o 1. miejsce | 12 lipca 2003 12:00 | Fidżi               | 44 - 47 | Samoa          |  |

### Klasyfikacja końcowa
| Miejsce | Reprezentacja       |
| ------- | ------------------- |
| złoto   | Samoa               |
| srebro  | Fidżi               |
| brąz    | Nowa Kaledonia      |
| 4       | Polinezja Francuska |
| 5       | Papua-Nowa Gwinea   |
| 6       | Guam                |
| 7       | Palau               |